# 橢圓堅唇介
橢圓堅唇介（学名：Sclerochilus ovatoides）为魚形介科堅唇介屬下的一个种。